# Critiques de l'Organisation des Nations unies
Les critiques de l'Organisation des Nations unies sont idéologiquement diverses, bien que beaucoup de critiques soient centrées sur des accusations d'inefficacité et de partialité.

## Critique du Conseil de sécurité de l'ONU

### Manque de représentativité des membres permanents
Le rôle des 5 membres permanents du Conseil de sécurité des Nations unies (États-Unis, France, Royaume-Uni, Russie et Chine) qui sont tous des puissances nucléaires, dans la formation d'un club nucléaire exclusif a été critiqué. Le Conseil de sécurité a été accusé de ne s'occuper que des intérêts stratégiques et des intentions politiques de ses membres permanents, particulièrement dans les interventions humanitaires. Par exemple, la protection apportée en 1991 aux Koweïtiens possédant des ressources en pétrole a été plus importante que celle apportée en 1997 aux Rwandais possédant peu de ressources naturelles.
De plus, les pays occidentaux sont surreprésentés parmi les membres permanents ; aucun pays d'Afrique ou du Moyen-Orient, par exemple, ne figure parmi les membres permanents.

### Faible nombre des membres non permanents
Tout pays peut être élu membre non permanent du Conseil de sécurité, mais certains pays déclarent que c'est insuffisant et souhaitent un élargissement,,,. D'autres pays préconisent l'abandon de la notion de membre permanent. Ainsi, sous le gouvernement de Paul Martin, le Canada utilise cette approche.

### Droit de veto
Le droit de veto des cinq membres permanents est également critiqué. En son état, le droit de veto permet à tout membre permanent de bloquer toute résolution ou décision du Conseil de sécurité. L'utilisation du droit de veto par un pays, plutôt que l'opinion d'une majorité de pays, peut geler toute réponse armée ou diplomatique possible des Nations unies à une crise. Par exemple, John J. Mearsheimer a déclaré que « depuis 1982, les États-Unis ont mis leur veto sur 32 résolutions du Conseil de Sécurité cruciales pour Israël, plus que le nombre total de vetos exercés par tous les membres du Conseil de Sécurité »,. La Russie et la Chine sont également accusées d'avoir un « recours abusif » à leur droit de veto durant le conflit syrien.
Depuis le 26 avril 2022, il est demandé que la raison de l'application du droit de veto soit explicitée par le pays qui en fait usage.

## Critique de l'Assemblée générale de l'ONU
L'Assemblée générale de l'ONU, où délibèrent les représentants des 193 États, n'émet que des recommandations non contraignantes à destination des États, élit les membres non permanents du Conseil du sécurité et vote le budget. Selon le juriste Alain Pellet, les réunions de l'Assemblée sont tenues pour « un forum négligeable où se déversent des flots de paroles sans portée juridique et sans influence politique ».

## Critique de l'inefficacité de l'ONU

### Gestion des conflits
La question de l'utilité de l'ONU au XXIe siècle a été évoquée. Bien que la charte des Nations unies exige de l'ONU de « Maintenir la paix et la sécurité internationales », en raison de sa structure administrative restrictive, les membres permanents du Conseil de sécurité ont parfois empêché l'ONU de respecter cette charte. Lors de la guerre en Syrie, de la guerre au Yémen, ou de l'annexion de la Crimée par la Russie, l'ONU n'a en rien empêché les violations du droit international. Une intervention sous l'égide de l'ONU n'est possible que si les cinq membres permanents votent en sa faveur, or cette unanimité est difficile à atteindre.
Si l'ONU a traité de manière relativement acceptable des confits interétatiques entre des armées régulières, en revanche sa gestion des guerres civiles est particulièrement défaillante, avec des conséquences catastrophiques comme au Rwanda. Le taux d'échec de l'ONU est plus élevé quand des groupes nombreux sont aux prises ; de plus les groupes armés irréguliers ont plus tendance à ne pas respecter leurs engagements, voire à attaquer les Casques bleus.

### Conseil des droits de l'homme
Le Conseil des droits de l’homme de l’ONU dont les 47 États membres représentent équitablement les différentes zones géographiques, et sont élus pour trois ans, est critiqué parce que ses décisions ne sont pas contraignantes. Le Conseil des droits de l'homme répond à ce sujet que le seul fait de qualifier des crimes nuit à la réputation des Etats et limite leur marge de manoeuvre.
Une autre critique porte sur les contradictions entre les principes de droit énoncés par le Conseil et la violation de ces mêmes principes par certains de ses membres.

## Critique de la sélectivité de l'ONU
Les États-Unis sont le pays qui apporte la contribution financière la plus élevée aux opérations de paix de l’ONU. Après l'échec de l'intervention américano-onusienne en Somalie en 1993 (Opération des Nations unies en Somalie II), les États-Unis ont préféré l'inaction dans certains conflits, comme lors du génocide rwandais en 1994, quand les chances d'un succès rapide et éclatant leur paraissaient incertaines. Voir à ce sujet Rôle de la communauté internationale dans le génocide des Tutsi au Rwanda#L'Organisation des Nations unies.
L'échec de l'ONU au Rwanda est considéré comme un des plus graves dans l'histoire de cette institution.

## Échecs notoires
Plusieurs conflits mal traités figurent parmi les échecs notoires de l'ONU : en Sierra Leone en 1991-2002, en Somalie en 1993, au Rwanda en 1994, à Srebrenica (Bosnie) en 1995 ; la guerre du Kosovo en 1998-1999 ; le conflit israélo-palestinien ; la guerre d'Irak.

## Critiques idéologiques
Alors que dans l'historiographie traditionnelle, l'ONU est, à l'exemple des autres organisations internationales, présentée positivement comme une institution au service du « salut de l'humanité » (à la différence des Etats, qui servent des intérêts « égoïstes ») ; ce jugement favorable est remis en cause depuis les années 2000. Les dysfonctionnements de certaines institutions internationales sont davantage étudiés.
Ainsi, l'historien Mark Mazower montre en 2010 que la naissance de l’ONU est le résultat de préoccupations politiques : l'ONU est issu « non pas seulement de la politique de lutte pour la paix et la justice mondiales, mais de la politique de puissance plus brutale de l’impérialisme », écrit l'historien dans son ouvrage No Enchanted Palace: The End of Empire and the Ideological Origins of the United Nations. Mazower met en lumière notamment l'orientation idéologique du rédacteur du préambule de la Charte des Nations unies, Jan Smuts  (auparavant un des fondateurs de la Société des Nations). Jan Smuts a instauré une politique d'apartheid en Afrique du Sud, en tant que premier ministre de ce pays ; il croyait à la supériorité de la race blanche, défendait l'« apport » de l'Empire britannique, et voyait dans l'ONU un instrument qui permettrait aux Européens de gouverner le monde - dans le sillage de l'Empire britannique.
Mark Mazower montre cependant que ces tendances impérialistes incarnées par Jan Smuts ont été contrariées par l'homme d'Etat indien, Nehru, qui a obtenu de l'Assemblée générale de l'ONU la condamnation de l'Afrique du Sud pour discrimination raciale envers les Indiens d'Afrique du Sud.

## Autres critiques
(septembre 2024).
Les questions relatives à l'état d'Israël, aux Palestiniens et à d'autres aspects du conflit israélo-arabe occupent une place importante en temps de débat, en ressources et en résolutions aux Nations unies. Avec d'autres, Dore Gold (en) considère également que l'attention des Nations unies donnée au traitement des Palestiniens par Israël est excessive,. Encore en janvier 2024, la trumpiste Elise Stefanik évoque la « gangrène antisémite » de l'ONU en rappelant au Sénat américain qu'« il y a plus de résolutions visant Israël que contre tous les pays et crises confondus », alors qu'elle avait précédemment accusé l'organisation onusienne de « croupir dans l’antisémitisme »,.
Des activistes en droits humains Elie Wiesel, Anne Bayefsky (en) et Bayard Rustin, et les féministes Phyllis Chesler et Sonia Johnson accusent même les Nations unies de tolérer des remarques antisémites en ses murs,.